# Jak chcę gwizdać, to gwiżdżę
Jak chcę gwizdać, to gwiżdżę (rum. Eu când vreau să fluier, fluier) – rumuńsko-szwedzki dramat filmowy z 2010 roku w reżyserii Florina Șerbana. Adaptacja powieści pod tym samym tytułem autorstwa Andreei Vălean.
Obraz zaprezentowany został premierowo w konkursie głównym na 60. MFF w Berlinie, gdzie otrzymał drugą nagrodę, czyli Grand Prix Jury, jak również Nagrodę im. Alfreda Bauera za innowacyjność. Film został wyselekcjonowany jako oficjalny kandydat Rumunii do Oscara dla najlepszego filmu nieanglojęzycznego podczas 83. ceremonii wręczenia Oscarów. Ostatecznie nie zdobył nominacji.

## Opis fabuły
Młody Rumun Silviu (George Piștereanu), został skazany za kradzież na cztery lata więzienia. Kilka dni przed uwolnieniem, dowiaduje się powrotu swojej matki, który znalazł pracę we Włoszech i zamierza wyjechać tam z młodszym synem. Dla Silviu, który sam wychowywał brata, jest to cios w serce. Bohater postanawia temu zapobiec. W międzyczasie Silviu zakochuje się w Anie (Ada Condeescu), studentce socjologii. Aby osiągnąć swój cel, Silviu decyduje się porwać Anę.

## Obsada
- George Piștereanu – Silviu
- Ada Condeescu – Ana
- Mihai Constantin – Dyrektor
- Clara Vodă – Matka
- Laurentiu Banescu – Profesor

## Nagrody i nominacje
60. MFF w Berlinie
- Nagroda Grand Prix Jury – Florin Șerban
- Nagroda im. Alfreda Bauera – Florin Șerban

Europejskie Nagrody Filmowe 2010
- nominacja: Najlepszy Europejski Aktor – George Piștereanu
- nominacja: Europejskie Odkrycie Roku – Florin Șerban